# Litoria obsoleta
Litoria obsoleta är en groddjursart som först beskrevs av Einar Lönnberg 1900.  Litoria obsoleta ingår i släktet Litoria och familjen lövgrodor. IUCN kategoriserar arten globalt som otillräckligt studerad. Inga underarter finns listade i Catalogue of Life.